# Ґао Юйшен
Ґао Юйшен (高玉生 Gāo Yù-shēng, * 1947, Хебей, Китай) — китайський дипломат, Надзвичайний і Повноважний Посол.

## Біографія
Нкародився в жовтні 1947 року в китайській провінції Хебей. 
У 1982 закінчив Магістратуру інституту економіки Пекінського університету.
З 1975 по 1979 — викладач середньої школи в Тяньцзінь.
З 1979 по 1982 — магістрант інституту економіки Пекінського університету.
З 1982 по 1984 — співробітник Китайського міжнародного дослідного центру в Пекіні.
З 1984 по 1988 — 3-й , 2-й секретар Посольства Китаю в Москві (СРСР).
З 1988 по 1989 — співробітник Китайського міжнародного дослідного центру.
З 1989 по 1992 — 2-й, 1-й секретар Департаменту політичних досліджень МЗС Китаю.
З 1992 по 1996 — 1-й секретар, радник Посольства Китаю в Москві (Росія).
З 1996 по 2000 — радник Департаменту Східної Європи і Центральної Азії МЗС Китаю.
З 2000 по 2003 — Надзвичайний і Повноважний Посол Китайської Народної Республіки в Ашгабаді (Туркменістан).
З 2003 по 2005 — Надзвичайний і Повноважний Посол Китайської Народної Республіки в Ташкенті (Узбекистан).
З листопада 2005 по січень 2007 — Надзвичайний і Повноважний Посол Китайської Народної Республіки в Києві (Україна).
З 2007 по 2010 — заступник Генерального секретаря Шанхайської організації співробітництва (ШОС) — представник КНР в ШОС — керівник політичної секції.